# Личинкоїд південний
Личинкоїд південний (Campephaga flava) — вид горобцеподібних птахів родини личинкоїдових (Campephagidae). Мешкає в Африці на південь від Сахари.

## Опис
Довжина птаха становить 20 см. Виду притаманний статевий диморфізм. Самці мають повністю чорне забарвлення, тоді як самиці смугасті, біло-оливково-коричневі, пера на хвості і крилах у них чорні з жовтими краями. Через очі у них проходять темні смуги.

## Поширення і екологія
Південні личинкоїди живуть в саванах, чагарникових заростях, сухих тропічних лісах, в парках і на плантаціях.